# カムニャック
カムニャック（KamunyakまたはKamuniak）は、アフリカ大陸のケニア北部にあるサンブル自然保護区にいたメスのライオンである。この若いメスライオンは、肉食動物にとって獲物であるはずの草食動物オリックスの子供を養育し、他の捕食者から守ろうと行動したことで有名になった。

## 経緯
カムニャックは、群れに属さず1頭のみで行動しているメスライオンだった。ライオンは社会性が強い動物のため、メスと仔ライオン、そして少数の成熟したオスが群れを作って行動するのが通常であり、カムニャックのように1頭だけで暮らすメスは異例のことだった。このライオンは、少なくとも5頭のオリックスの子供を自ら養育していた。だが、オリックスの子供はライオンの仔のように行動することはできず、カムニャックが自らの餌を探している間どこかで待ち続けていることもできなかったため、カムニャック自身は飢餓に苛まれる結果となった。
2002年1月のBBCによる報道では、カムニャックは約2週間にわたって1頭のオリックスの子供を保護し、ヒョウなどの外敵からこの子供を守っていた。しかし、この子供と川へ一緒に水飲みに行ったとき、疲れていたカムニャックは眠ってしまい、腹を空かせたオスライオンの接近に気付かなかった。オリックスの子供はオスライオンの餌食となってしまい、それに気づいたカムニャックは非常に怒っていたという。この事件があった後も、カムニャックが数回にわたってオリックスの子供を養育しているのが目撃された。
カムニャックについては、ケニアの自然保護活動家サバ・ダグラス＝ハミルトンと彼女の姉で映画プロデューサーのドゥドゥ・ダグラス＝ハミルトン（Dudu Douglas-Hamilton）によって、2002年の1月から2003年の8月までの間、映像に記録された。この映像は『Heart of a Lioness』（邦題：掟を超えて〜メスライオンとオリックス）という50分ほどの映画にまとめられ、イギリスのBBCで放送された後、アメリカではアニマルプラネットで2005年3月に初放送された。この映画からのビデオクリップなどは、ディスカバリーチャンネルのウェブサイトから視聴可能である。なお、この映画は2008年10月に東京国際フォーラムを会場として開催された「世界自然・野生生物映像祭in東京」でも公開されている。
カムニャックの姿が最後に目撃されたのは、2004年2月のことだった。それ以来かなり捜索が行われたにもかかわらず、その生死は確認されていない。